# سرگئی کیورغینیان
سرگئی یرواندی کیورغینیان (ارمنی: Սերգեյ Երվանդի Կուրղինյան؛ روسی: Сергей Ервандович Кургинян؛ زادهٔ ۱۴ نوامبر ۱۹۴۹) دانشمند ارمنی‌تبار اهل روسیه در در زمینه علوم سیاسی است. وی بنیانگذار و رهبر جنبش Essence of Time می‌باشد. پدر سرگئی کیورغینیان، اروند آمایاکوویچ کورگینیان (۱۹۱۴–۱۹۹۶)، استاد تاریخ مدرن و متخصص خاورمیانه بود. مادرش، ماریا سرگیونا بکمن (۱۹۸۹–۱۹۲۲)، محقق ارشد گروه نظریه ادبی در مؤسسه ادبیات جهانی گورکی بود.

## یادداشت
1. ↑  Moscow Institute of Geological Exploration
2. ↑  Shchukin's Theatre School